# Rechtfertigender Notstand (Deutschland)
Der rechtfertigende Notstand ist ein strafrechtlicher Rechtfertigungsgrund. Der allgemeine rechtfertigende Notstand ist in § 34 des Strafgesetzbuchs (StGB) normiert. Speziellere Regelungen finden sich in § 228 und § 904 des Bürgerlichen Gesetzbuchs (BGB) und § 16 des Gesetzes über Ordnungswidrigkeiten (OWiG)
Der rechtfertigende Notstand gestattet ein rechtsgutsverletzendes Verhalten und verpflichtet den dadurch Beeinträchtigten zu dessen Duldung.

## Entstehungsgeschichte
Ursprünglich kannte das Strafgesetzbuch keinen allgemeinen rechtfertigenden Notstand. Zwar enthielt § 54 StGB eine Notstandsregelung, allerdings begrenzte sich ihr Anwendungsbereich auf bestimmte seelische Zwangslagen des Täters. Rechtfertigungsgründe für Notstandssituationen enthielten allerdings andere Gesetze, etwa das Bürgerliche Gesetzbuch und das Handelsgesetzbuch. 1968 wurde eine Notstandsvorschrift in das Gesetz über Ordnungswidrigkeiten eingeführt.
Bereits das Reichsgericht konstruierte allerdings einen übergesetzlichen rechtfertigenden Notstand. Dies geschah in einem Fall, in dem der angeklagte Arzt eine Abtreibung vorgenommen hatte, um eine suizidgefährdete Mutter zu schützen. Als wesentliche Voraussetzung des Notstands betrachtete es eine Güterabwägung zwischen geschütztem und beeinträchtigtem Rechtsgut. Hierbei verglich das Gericht die gesetzlichen Strafrahmen: Da Abtreibung weniger schwer bestraft wurde als Totschlag, zog es den Schluss, dass nach der gesetzlichen Wertung das Rechtsgut „Leben“ gegenüber dem Rechtsgut „Existenz der Leibesfrucht“ überwiegt. Die Figur des übergesetzlichen rechtfertigenden Notstands wurde in der Folgezeit auf andere Fälle ausgedehnt.
Das zweite Strafrechtsreformgesetz von 1975 kodifizierte den rechtfertigenden Notstand schließlich in § 34 StGB. Hierdurch trennte der Gesetzgeber ausdrücklich zwischen rechtfertigendem und entschuldigendem Notstand (§ 35 StGB), da beiden Regelungen unterschiedliche Konzepte zugrunde liegen: Bei § 34 StGB entfällt die Strafbarkeit, weil das Handeln im Einklang mit der Rechtsordnung steht, und bei § 35 StGB, weil das rechtswidrige Handeln dem Täter persönlich nicht vorwerfbar ist.

## Funktion des Notstandsrechts
Gemäß § 34 Absatz 1 Satz 1 StGB ist eine Straftat nicht rechtswidrig, wenn sie in Ausübung des Notstandsrechts begangen wird. Das Notstandsrecht stellt damit einen Rechtfertigungsgrund für Eingriffe in fremde Rechtsgüter dar. Daher macht sich eine Person nicht strafbar, die ein fremdes Rechtsgut in Ausübung ihres Notstandsrechts verletzt.
Wie bei der Rechtsprechung des Reichsgerichts ist für § 34 StGB die Güterabwägung zwischen Erhaltungs- und Eingriffsgut charakteristisch. Damit unterscheidet sich der rechtfertigende Notstand insbesondere vom in mehreren Gesetzen normierten Rechtfertigungsgrund der Notwehr (§ 32 StGB), bei der gerade keine Abwägung stattfindet und die daher eine größere Eingriffsbefugnis als das Notstandsrecht vermittelt. Die unterschiedliche Struktur beider Rechte beruht auf ihrer unterschiedlichen Zwecksetzung: Das Notwehrrecht dient zur Abwehr eines rechtswidrigen Angriffs auf ein Rechtsgut. Dieser darf möglichst effektiv abgewehrt werden, da das Recht dem Unrecht nicht kampflos zu weichen braucht. Beim Notstand besteht grundsätzlich eine andere Interessenlage, da dieser den Eingriff in Rechtsgüter Unbeteiligter erlaubt. Dies beruht auf dem Prinzip der Mindestsolidarität, das zur Duldung von Eingriffen zum Schutz von deutlich überwiegenden Interessen verpflichtet.

## Voraussetzungen des § 34 StGB

### Notstandslage
§ 34 StGB setzt zunächst eine Notstandslage voraus. Hierbei handelt es sich um eine gegenwärtige Gefahr für ein notstandsfähiges Rechtsgut.

#### Notstandsfähiges Rechtsgut
Notstandsfähig sind alle Güter, die durch die Rechtsordnung geschützt werden. Ein spezifischer Schutz durch das Strafrecht ist nicht erforderlich.
Ausdrücklich benennt § 34 StGB Leben, Leib, Freiheit, Ehre und Eigentum als notstandsfähige Schutzgüter. Ebenfalls geschützt sind beispielsweise die Intimsphäre, die durch Art. 1 Absatz 1 GG geschützte Menschenwürde, der Anspruch auf ein rechtmäßiges Strafverfahren und der Arbeitsplatz. Auch Güter der Allgemeinheit sind notstandsfähig, etwa die Verkehrssicherheit.
Nach herrschender Meinung kommt ein Notstand auch dann in Frage, wenn das zu schützende und das beeinträchtigte Rechtsgut derselben Person zugeordnet sind. Bei disponiblen Rechtsgütern ist allerdings der Wille des Rechtsgutsträgers vorrangig.

#### Gegenwärtige Gefahr
Bei einer gegenwärtigen Gefahr handelt es sich um einen Zustand, dessen Weiterentwicklung den Eintritt oder die Intensivierung eines Schadens ernstlich befürchten lässt, sofern nicht alsbald Abwehrmaßnahmen ergriffen werden. Dies trifft zu, wenn der Eintritt eines Schadens für das Rechtsgut naheliegt oder eine gewisse Wahrscheinlichkeit des Schadenseintritts droht. Bei der Wahrscheinlichkeitsprognose kommt es grundsätzlich auf den Standpunkt eines objektiven und alle relevanten Umstände kennenden Betrachters ex ante an. Sofern der Täter allerdings über Sonderwissen verfügt, wird dieses berücksichtigt. Die Ursache der Gefahr ist anders als bei § 32 StGB egal. Daher können sich Gefahren auch aus Umständen ergeben, für die niemand verantwortlich ist, etwa Naturereignisse.
Vom Gefahrenbegriff des § 34 wird auch die Dauergefahr umfasst. Hierbei handelt es sich um einen gefahrdrohenden Zustand von längerer Dauer, der jederzeit in eine Rechtsgutsbeeinträchtigung umschlagen kann. So verhält es sich beispielsweise bei der unvorhersehbaren Einsturzgefahr eines alten baufälligen Gebäudes. Eine Dauergefahr besteht ebenfalls, wenn von einer Person regelmäßig über einen längeren Zeitraum hinweg Gewalttätigkeiten ausgehen. Gegenwärtig ist eine Dauergefahr, wenn sie so dringend ist, dass sie nur durch unverzügliches Handeln wirksam abgewendet werden kann.
Sofern die Gefahr durch einen gegenwärtigen rechtswidrigen Angriff ausgelöst wird, also durch ein willensgesteuertes menschliches Verhalten, liegt neben der Notstandslage auch eine Notwehrlage vor, die eine Rechtfertigung nach § 32 StGB ermöglicht, der gegenüber § 34 StGB eine größere Eingriffsbefugnis vermittelt. Dann geht § 32 StGB dem rechtfertigenden Notstand vor. Eigenständige Bedeutung besitzt § 34 StGB allerdings in Fällen der Präventivnotwehr. Eine Situation der Präventivnotwehr liegt etwa vor, wenn eine Person erkennt, dass sie in absehbarer Zeit Opfer einer Straftat werden soll und daher bereits jetzt präventiv gegen den Angreifer vorgeht. Nach überwiegender Auffassung kann die Ausübung von Präventivnotwehr nicht durch § 32 StGB gerechtfertigt werden, da es an einem gegenwärtigen Angriff fehle; diese Merkmale seien wegen des Umfang der Befugnisse, die das Notwehrrecht dem Handelnden verleiht, restriktiv auszulegen. Da der Gefahrenbegriff des § 34 StGB weiter gefasst ist als der Angriffsbegriff des § 32 StGB, kann in Fällen der Präventivnotwehr bereits eine gegenwärtige Gefahr vorliegen.
Bedroht eine Person durch gerechtfertigtes Handeln ein Rechtsgut, stellt dies keine Gefahr im Sinne von § 34 StGB dar, da andernfalls Wertungswidersprüche drohten.

### Notstandshandlung
Liegt eine Notstandslage vor, darf der Täter eine Handlung vornehmen, die zur Abwehr der Gefahr erforderlich, verhältnismäßig und angemessen ist.

#### Erforderlichkeit der Notstandshandlung
Erforderlich ist die Notstandshandlung, wenn sie sich zur Abwendung der Gefahr eignet und das mildeste zur Verfügung stehende Mittel darstellt. Dies beurteilt sich anhand einer ex-ante-Prognose. Die Gefahr darf nicht anders abwendbar sein als durch die vorgenommene Handlung, weshalb ein Handeln nicht erforderlich ist, wenn die Gefahr auch auf mildere Weise verringert werden kann.
Als mildere Mittel kommen typischerweise die Aufopferung eigener Interessen, das Ausweichen und das Ersuchen staatlicher Hilfe in Frage. Zwar gilt bei § 32 StGB insbesondere das Ausweichen grundsätzlich nicht als milderes Mittel, da Recht dem Unrecht nicht weichen muss, allerdings folgt dies aus dem Rechtsbewährungsprinzip, das bei § 34 StGB nicht gilt. An der Erforderlichkeit fehlt es, wenn der Inhaber des bedrohten Rechtsguts die Gefahr erkennbar dulden will.

#### Verhältnismäßigkeit
Bei der Prüfung, ob eine Rechtfertigung wegen allgemeinen Notstandes vorliegt, kommt es – im Gegensatz etwa zur Notwehr – ganz wesentlich darauf an, dass die Notstandshandlung auch verhältnismäßig ist. Dies setzt voraus, dass das gefährdete Rechtsgut wesentlich schwerer wiegt als das durch die Notstandshandlung beeinträchtigte. Da der durch die Notstandshandlung Verletzte durch das Notstandsrecht gezwungen wird, die Einwirkung auf seine Rechtsgüter zu erdulden, legt die Rechtswissenschaft hierbei einen hohen Maßstab an.

##### Abstrakte Wertigkeit der Rechtsgüter
Das Ausgangskriterium der Verhältnismäßigkeitsabwägung bildet die Ermittlung des abstrakten Werts der betroffenen Rechtsgüter. Die Wertigkeit einiger Rechtsgüter wird durch die Aufzählung des § 34 Absatz 1 Satz 1 StGB indiziert. Hiernach besitzt das Rechtsgut Leben die größte Wertigkeit, gefolgt von den Rechtsgütern Leib und Freiheit. So wäre beispielsweise ein Wanderer bei einem schweren Kälteeinbruch berechtigt, in eine Hütte ohne die Zustimmung deren Inhabers einzudringen, wenn er anderenfalls draußen dem sicheren Erfrierungstod entgegensehen müsste. Der Inhaber hat dann kein Recht, ihm den Zugang und das Verweilen zu verweigern. Das Rechtsgut des Hausfriedens weicht insofern dem Rechtsgut Leben.
Eine Abwägung zwischen Leben ist hingegen unzulässig, da ein wesentliches Überwiegen wegen der Gleichwertigkeit der betroffenen Güter nicht möglich ist. Die Tötung eines Menschen zur Rettung eines anderen kann daher grundsätzlich nicht über § 34 StGB gerechtfertigt werden. Dies gilt auch, wenn durch die Tötung einer Person eine Vielzahl von Menschen gerettet werden soll, da eine Quantifizierung von Leben wegen der Menschenwürdegarantie ausgeschlossen ist. Daher ist beispielsweise ein Weichensteller nicht durch Notstand gerechtfertigt, wenn er einen unkontrolliert rollenden Zug von einem Gleis auf ein anderes umleitet, um anstelle von vielen Menschen nur wenige zu töten. Aber auch Eingriffe in die körperliche Integrität eines Menschen, insbesondere dauerhafte, können regelmäßig nicht durch Notstand gerechtfertigt werden, da eine solche Beeinträchtigung nur selten durch die Bedeutung des zu schützenden Guts wesentlich übertroffen werden kann.

##### Ausmaß und Herkunft der Gefahr
Weiterhin bedeutend ist das Ausmaß der Gefahr, das sich insbesondere anhand von Art, Ursprung, Nähe und Intensität beurteilt. Eine konkrete Gefahr wiegt typischerweise schwerer als eine bloß abstrakte.
Soll in ein Rechtsgut einer Person eingegriffen werden, welche die Gefahr schuldhaft herbeiführt oder die für die Gefahr in anderer Weise verantwortlich ist, trifft diese eine gesteigerte Duldungspflicht. Die Anwendung des § 34 StGB ist aber noch nicht schon dadurch ausgeschlossen, das der Täter die Gefahr selbst verschuldet hat. Allgemein wird vertreten, dass für die Interessenabwägung auch entscheidend sei, ob in Rechtsgüter eines Unbeteiligten eingegriffen wird (sogenannter Aggressivnotstand) oder ob die Gefahr aus der Sphäre dessen stammt, in dessen Rechtsgüter eingegriffen wird (sogenannter Defensivnotstand). Denjenigen, aus dessen Sphäre die Gefahr stammt, sollen hiernach höhere Duldungspflichten treffen als einen Unbeteiligten. Erhöhte Duldungspflichten können sich zudem daraus ergeben, dass die Gefahr berufstypisch ist.

##### Ausmaß des drohenden Schadens
Ein weiteres Indiz stellt schließlich das Ausmaß des drohenden Schadens dar. Bei Sachen lässt sich dies anhand ihres objektiven Werts beurteilen.

#### Angemessenheit
Gemäß § 34 StGB muss die Handlung zur Abwehr der Gefahr schließlich angemessen sein. Diese Voraussetzung besitzt eine ähnliche Funktion wie das Gebotenheitskriterium bei der Notwehr: Es dient zur Berücksichtigung von Wertungen zur Ergebniskorrektur. Da häufig bereits bei Prüfung der Verhältnismäßigkeit umfassende Abwägungen vorgenommen werden, sind Notwendigkeit und Bedeutung des Angemessenheitskriteriums in der Rechtswissenschaft strittig.

##### Gefahrenabwehr durch gesetzliches Verfahren
Nach allgemeiner Auffassung fehlt es an der Angemessenheit einer Notstandshandlung, wenn zur Abwehr der Gefahr ein gesetzlich geregeltes Verfahren besteht. So kann sich beispielsweise nicht auf § 34 StGB berufen, wer sich gewaltsam gegen die Verhaftung wehrt, sondern muss den hierfür vorgesehenen Rechtsweg beschreiten.
Dies gilt nach dem Bundesgerichtshof entsprechend für die Abwehr einer Gefahr durch Hoheitsträger: Sofern für ein Handeln eine spezielle Rechtsgrundlage existiert, für Ermittlungsmaßnahmen etwa in der Strafprozessordnung (StPO), darf es auch nur erfolgen, wenn die in der Norm genannten Voraussetzungen vorliegen. Andernfalls drohe deren Umgehung.
Ähnlich ist nach einer Literaturmeinung hinsichtlich der Beeinflussung der staatlichen (Klimaschutz-)Politik durch den einzelnen Bürger mit den in der Verfassung vorgesehenen Maßnahmen zum Ausschluss des rechtfertigenden Notstandes bei Straßenblockaden durch Klimaaktivisten zu entscheiden.

##### Nötigungsnotstand
In Fällen des Nötigungsnotstands zwingt eine Person den Täter durch Durchführung einer rechtswidrigen Tat. So verhält es sich etwa, wenn jemand einen anderen mit vorgehaltener Waffe dazu zwingt, einen Dritten zu verprügeln.
Bis 1969 ordnete § 52 StGB ausdrücklich an, dass der Täter in solchen Fällen straflos sei; umstritten war allerdings bereits damals, ob § 52 StGB zu einer Rechtfertigung oder zu einer Entschuldigung führte. Die Unterscheidung zwischen Rechtfertigung und Entschuldigung hat Bedeutung für die Rechtsstellung desjenigen, in dessen Güter eingegriffen werden soll: Ist der Täter durch Notstand gerechtfertigt, kann er keine Notwehr üben, im Fall einer bloßen Entschuldigung hingegen schon. Im genannten Beispielsfall dürfte sich der Dritte etwa nach der vorherrschenden Auffassung gegen den Angriff des Genötigten wehren. Durch das zweite Strafrechtsreformgesetz wurde § 52 StGB aufgehoben, sodass die Beurteilung des Nötigungsnotstands seitdem allein dem Rechtsanwender obliegt.
Nach heute in der Rechtswissenschaft vorherrschender Auffassung scheidet die Annahme eines rechtfertigenden Notstands aus, da sich der Täter bewusst auf die Seite des Unrechts stelle. Zudem werde die Solidaritätspflicht desjenigen überspannt, in dessen Güter durch den Genötigten eingegriffen wird. In Frage komme daher allenfalls die Annahme eines entschuldigenden Notstands nach § 35 StGB. Eine Gegenauffassung bejaht demgegenüber die Möglichkeit der Rechtfertigung durch § 34 StGB, da das Prinzip des überwiegenden Interesses auch beim Nötigungsnotstand sachgemäß anwendbar sei. Wiederum andere halten eine Rechtfertigung durch § 34 StGB lediglich in Fällen für möglich, in denen das bedrohte Gut ein deutlich größeren Stellenwert besitzt als das beeinträchtigte.

##### Eingriff in elementare Freiheitsrechte
Schließlich kann es an der Angemessenheit fehlen, wenn die Notstandshandlung zu einem Eingriff in eine grundlegende Rechtsposition führt. So verhält es sich beispielsweise, wenn einer Person zugunsten eines Dritten zwangsweise eine Blutspende entnommen wird. Dies gehe über die gebotene Mindestsolidarität hinaus. Nach einer Gegenauffassung kann dies angemessen sein, wenn der Betroffene Garant für den Bedrohten ist, da die Garantenbeziehung zu einer gesteigerten Duldungspflicht führe.

### Subjektives Rechtfertigungselement
Schließlich muss der Täter subjektiv gerechtfertigt handeln. Das setzt voraus, dass er um das Vorliegen der Notwehrlage weiß und dass er zum Schutz des gefährdeten Guts handeln will.
Umstritten ist in der Rechtswissenschaft, welche Folgen es hat, wenn dem Täter das subjektive Rechtfertigungselement fehlt. Der Streitstand entspricht dem, der auch bezüglich des Notwehrrechts besteht. Rechtsprechung und ein Teil der Rechtslehre gehen davon aus, dass beim Fehlen des subjektiven Rechtfertigungselements aus vollendetem Delikt zu bestrafen ist. Die überwiegende Ansicht in der Rechtslehre nimmt bei Fehlen des subjektiven Verteidigungselements lediglich eine Strafe aus Versuch an.

## Spezielle Regelungen zum rechtfertigenden Notstand
Neben dem im StGB geregelten allgemeinen rechtfertigenden Notstand kennt das deutsche Recht weitere Regelungen des Notstands. Sie gehen als leges speciales dem § 34 StGB vor, verdrängen also die allgemeinere Regelung.
Das Zivilrecht sieht zwei spezielle Formen des Notstands vor: den zivilrechtlichen Defensivnotstand (oder Sachwehr), geregelt in § 228 BGB, und den zivilrechtlichen Aggressivnotstand, geregelt in § 904 BGB. Beide erlauben die Beschädigung einer fremden Sache zur Abwehr einer Gefahr.

### Zivilrechtlicher Defensivnotstand (Sachwehr)
In Fällen des § 228 BGB geht die abzuwehrende Gefahr von der Sache aus, die beschädigt werden soll. § 228 BGB erlaubt daher beispielsweise das Treten eines angreifenden Hundes, sofern der Schaden am Hund nicht außer Verhältnis zu der vom Hund ausgehenden Gefahr steht.

### Zivilrechtlicher Aggressivnotstand
In Fällen des § 904 BGB richtet sich die Handlung gegen eine Sache, von der keine Gefahr ausgeht. So verhält es sich beispielsweise, wenn eine Person zur Abwehr eines angreifenden Hundes den Regenschirm eines Dritten verwendet.
Eine Rechtfertigung nach § 904 Satz 1 BGB setzt das Bestehen einer Notstandslage in Form einer gegenwärtigen Gefahr voraus. Die Begriffe entsprechen denen des § 34 StGB. Als Notstandshandlung kommt eine erforderliche Einwirkung auf eine fremde Sache in Frage. Weiterhin muss eine Interessenabwägung zugunsten des gefährdeten Rechtsguts ausfallen. Dies trifft zu, wenn der drohende Schaden gegenüber dem durch die Notstandshandlung verursachten Schaden unverhältnismäßig groß ist. Schließlich muss der Täter mit Rettungswillen handeln.
Gemäß § 904 Satz 2 BGB ist der Täter dem Eigentümer zum Schadensersatz verpflichtet.

## Fallbeispiele

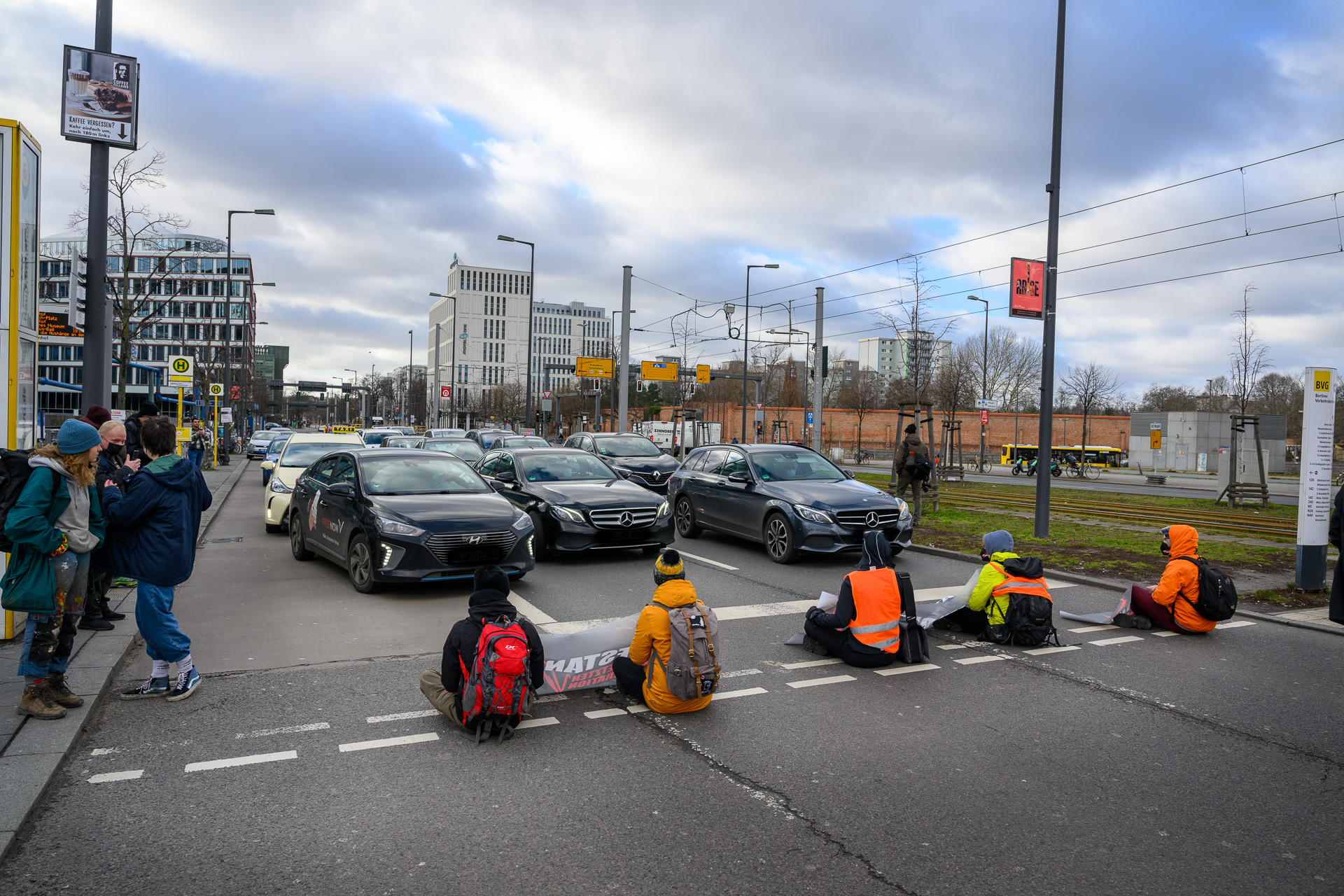
Straßenblockade der Letzten Generation nahe dem Berliner Regierungsviertel

Bei Verfahren in Folge klimapolitischer Proteste sozialer Bewegungen beriefen sich diverse Organisationen und Einzelpersonen in verschiedenen Ländern auf den rechtfertigenden Notstand. Das Oberlandesgericht Celle bestätigte eine Verwarnung mit Strafvorbehalt eines Aktivisten wegen Sachbeschädigung, der eine Fassade der Universität Lüneburg mit Wandfarbe bemalt hatte, um gegen den Klimawandel zu protestieren. Das Vorliegen eines rechtfertigenden Notstandes lehnte das Gericht ab. Die Aktion wirke sich nicht unmittelbar auf den Klimawandel aus und sei daher nicht geeignet im Sinne einer Notstandshandlung. Zudem sei auch nicht ersichtlich, dass die Gefahr des Klimawandels nicht anders als durch die Begehung von Straftaten abgewendet werden könne. Das Amtsgericht Flensburg sprach 2022 einen Beschuldigten frei, der unrechtmäßig den Flensburger Bahnhofswald betreten hatte. Das Amtsgericht Tiergarten lehnte einen Strafbefehl ab, dem eine dreieinhalbstündige Blockade des Kraftfahrzeugverkehrs vorausging. Auf Beschwerde der Staatsanwaltschaft hob eine Große Strafkammer am Landgericht Berlin jedoch diese Entscheidung auf und verwies das Verfahren zur Entscheidung an einen anderen Amtsrichter. Nach Ansicht dieser Großen Strafkammer hätten die Anliegen und „Fernziele“ der Aktivisten bei der Bewertung außer Betracht zu bleiben, was zur Verwerflichkeit der Blockade führe. Das Amtsgericht Freiburg sprach einen Angeklagten der dreifachen Nötigung durch Straßenblockade frei, merkte in einem mitverhandelten Fall aber auch Eingriffe in das Rechtsgut der Autofahrer an.
Der Verfassungsrichter Michael Hassemer betont die Relevanz der Interessenabwägung, hält „die Konsequenzen, die der Menschheit durch das Unterlassen von Klimaschutzmaßnahmen entstehen, […] [für] jedenfalls so gravierend, dass Rechtsbeeinträchtigungen durch Protest bis zu einem gewissen Maß durch Notstand gerechtfertigt und darum hinzunehmen“ seien. Francesca Mascha Klein kommentierte die in Deutschland bis dato weitgehend erfolglosen Plädoyers Anfang 2022 im Verfassungsblog mit: „Je mehr sich […] die Krise verschärft und das politische Handeln unzureichend bleibt, desto einfacher wird sich […] rechtlich vertreten und gerichtlich durchsetzen lassen, dass eine Straftat im Zuge einer Protestaktion zum Schutze des Klimas durch Notstand gerechtfertigt ist.“ Auch Legal Tribune Online (LTO) prognostiziert eine zunehmende Bedeutung sich auf den rechtfertigenden Notstand berufende Protestformen. Aufgrund des bezüglich Klima vorherrschenden „Notstand[s] in Permanenz“ sei eine strengere Rechtsauslegung nicht ratsam. Der Klimaaktivist und Rechtsanwalt Mathis Bönte sieht Gerichte vor einer schwerwiegenden Interessenabwägung. Generalisiert überwiege der Rechtfertigungsgrund des Klimaschutzes erst nicht mehr, „wenn sie die Gesellschaft soweit destabilisieren kann, dass staatlicherseits einer Beseitigung der verfassungsmäßigen Ordnung nicht mehr begegnet werden könnte“.